# كنيسة لوس التذكارية

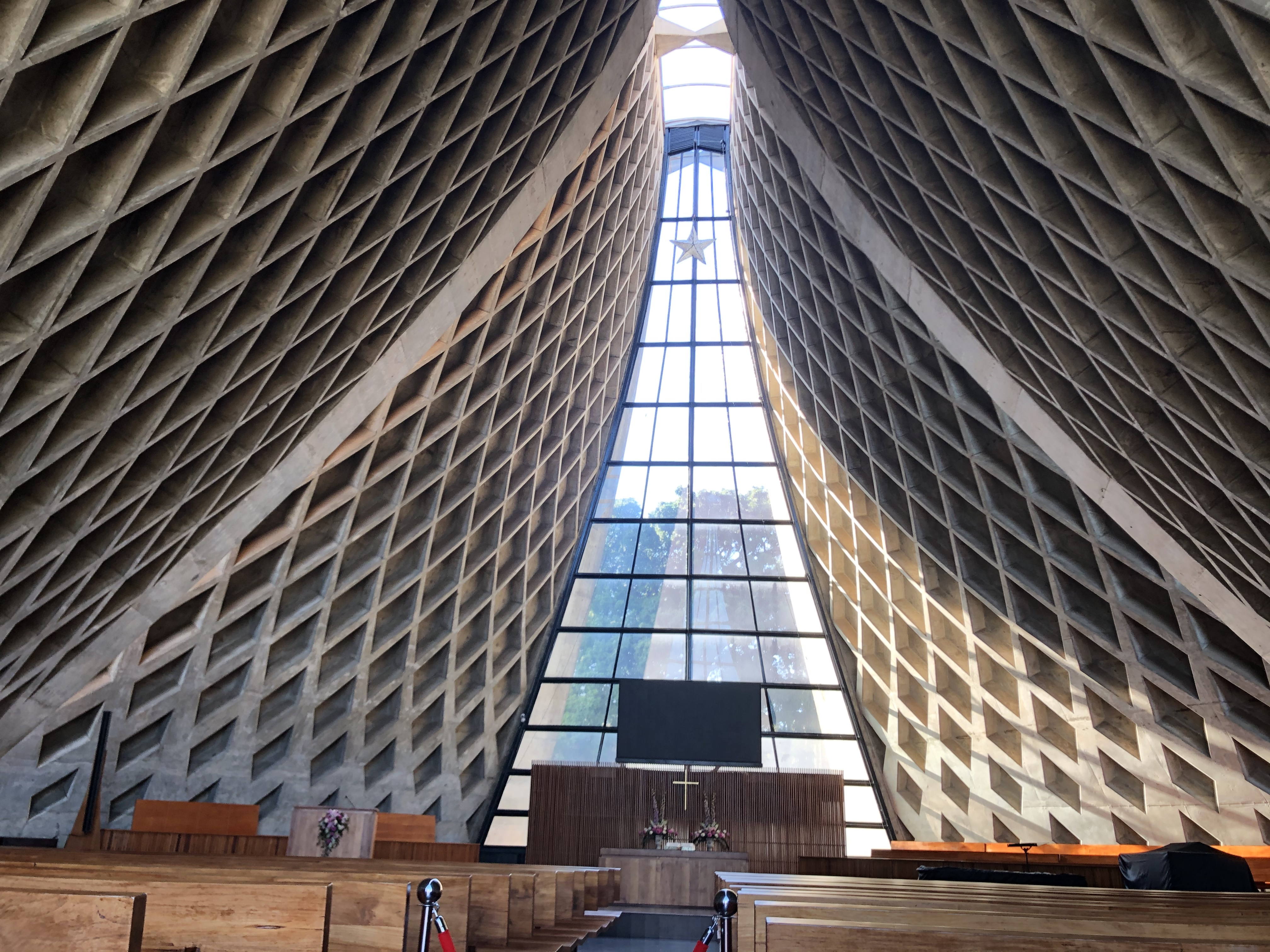
داخل كنيسة لوس التذكارية، جامعة تونغهاي، تايوان.

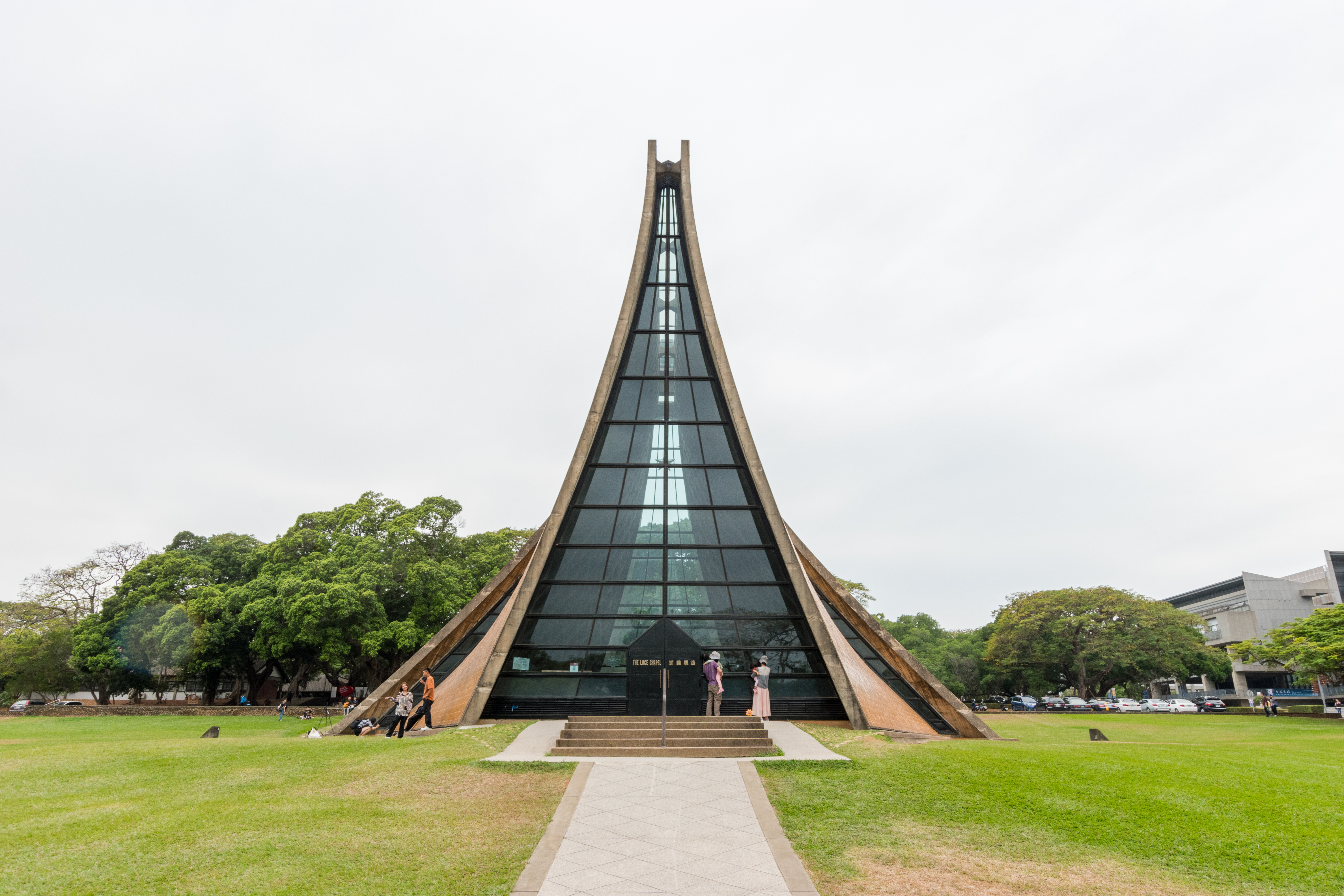
منظر خارجي للكنيسة

كنيسة لوس التذكارية (بالصينية: 路思義敎堂) (بالبينيين: Lùsī Yì Jiàotáng) هي كنيسة صغيرة في حرم جامعة تونغهاي في منطقة شيتون، تايشونغ، تايوان. تم تصميمها على يد المهندسين المعماريين آي إم بي وتشي شي كوان.

## أصل التسمية
سميت الكنيسة على شرف القس. هنري دبليو لوس، مبشر أمريكي في الصين في أواخر القرن التاسع عشر وأب الناشر هنري آر لوس.

## التاريخ
تم التخطيط للمشروع في الأصل في أبريل 1954 ولكن تم تأجيله حتى يوليو 1960. تم البناء من سبتمبر 1962 حتى نوفمبر 1963. بلغ إجمالي تكاليف البناء 125000 دولار أمريكي.